# Charlie Cramp
Concemore Thomas Thwaites (Charlie) Cramp (Staplehurst, 19 maart 1876 - Londen, 14 juli 1933) was een Brits syndicalist en politicus voor Labour.

## Levensloop
Hij werd geboren als de zoon van Cedelia Cramp, zijn vader werd niet vermeld op het geboortecertificaat. Op 12-jarige leeftijd verliet hij de kostschool van Staplehurst en ging hij aan de slag als tuinman bij de lokale schildknaap. Op 18-jarige leeftijd verliet hij zijn geboortedorp en werd hij werkzaam als tuinman in de omgeving van Portsmouth. In 1896 ging hij aan de slag bij Midland Railway als kruier te Shipley en vervolgens te Rotherham Masborough en Sheffield. In Sheffield werd hij gepromoveerd tot conducteur en werd hij lid van de Amalgamated Society of Railway Servants (ASRS).
Voor deze vakcentrale werd hij syndicaal actief omstreeks 1907. In 1917 werd hij verkozen tot voorzitter van de National Union of Railwaymen (NUR) in opvolging van Albert Bellamy, een functie die hij uitoefende tot 1919. Hij werd in deze hoedanigheid opgevolgd door William Abraham. Tijdens de Eerste Wereldoorlog was hij lid van verschillende comités. Bij de Britse verkiezingen van 1918 was hij kandidaat voor Labour, maar werd niet verkozen. Op 1 januari 1920 werd hij aangesteld als 'industrieel algemeen secretaris' van de NUR en trad hij toe tot het uitvoerend comité van Labour.
Vervolgens werd hij in 1925 verkozen tot voorzitter van de International Transport Workers' Federation (ITF) in opvolging van zijn landgenoot Robert Williams en in 1931 werd hij aangesteld als algemeen secretaris van de NUR in opvolging van Jimmy Thomas. Beide functies oefende hij uit tot aan zijn dood. Als voorzitter van de ITF werd hij opgevolgd door de Zweed Charles Lindley en als algemeen secretaris van de NUR door John Marchbank.
Daarnaast was Cramp van 1924 tot 1925 voorzitter van de Socialistische Arbeidersinternationale (SAI) en was hij van 1931 tot aan zijn dood voorzitter van de jaarlijkse conferentie van Labour.
- Bibliothèque nationale de France: cb161888092 (data)
- Virtual International Authority File: 316447029